# Paseo de la Explanada
La Explanada de España, también conocida como Paseo de la Explanada o, simplemente, La Explanada, es un paseo marítimo de la ciudad española de Alicante. Se extiende paralela al puerto y el paseo de los Mártires de la Libertad, desde la Puerta del Mar hasta el parque de Canalejas, y es una de las vías peatonales más populares de la ciudad.
El paseo es conocido por su característico pavimento ondulado de mármol, compuesto por millones de teselas en tonos rojo, crema y negro. Flanqueada por filas de palmeras, la Explanada se extiende paralela al puerto, conectando puntos clave de la ciudad. A lo largo del paseo, se encuentran terrazas, puestos de artesanía y el auditorio de la Concha, que acoge eventos culturales durante todo el año.

## Descripción
El pavimento de la Explanada de España se compone de aproximadamente 7,5 millones de teselas de mármol en tonos rojo Alicante, crema marfil y negro Marquina. Estas teselas forman un diseño ondulado que imita el movimiento de las olas del mar Mediterráneo. El mosaico fue inspirado en los pavimentos de la Plaza del Rossio en Lisboa, adaptado utilizando mármoles de canteras ubicadas en Novelda, Pinoso, Algueña y Monóvar, en la provincia de Alicante.
A lo largo del paseo, se pueden encontrar terrazas, puestos de artesanía y diversas actividades culturales. Uno de los eventos principales es la Feria de Artesanía de Alicante, que se celebra en la temporada estival, ofreciendo productos típicos y artesanales de la región. Además, durante todo el año, los puestos hippies ofrecen una variedad de recuerdos y artículos artesanales.
En la Explanada se encuentra la Casa Carbonell, un edificio destacado dentro de la arquitectura de la ciudad. Además, el paseo alberga el auditorio al aire libre conocido como La Concha, donde se realizan numerosos conciertos y eventos culturales a lo largo del año, convirtiéndose en un espacio relevante para la vida cultural de Alicante.
La Explanada está situada cerca de varios puntos de referencia de la ciudad. Al norte, se encuentra el Castillo de Santa Bárbara, una fortaleza histórica ubicada en la cima del monte Benacantil. Al este, el paseo ofrece vistas al puerto de Alicante, y al sur, se conecta con el Parque de Canalejas, un espacio verde caracterizado por la sombra de grandes ficus centenarios.

## Historia

### Orígenes y desarrollo
El espacio que hoy ocupa la Explanada fue inicialmente un glacis defensivo de la ciudad, protegido por el baluarte de San Carlos. A comienzos del siglo XIX, la urbanización del área comenzó a tomar forma cuando, en la década de 1830, se llevó a cabo la nivelación de terrenos junto al muelle de carga. Esto dejó disponible un espacio que se convirtió en un malecón, utilizado como paseo público. Este primer desarrollo fue promovido por el gobernador civil Perfecto Manuel de Olalde y el alcalde Juan Bonanza Roca, lo que llevó a que el paseo fuera conocido inicialmente como Paseo de Olalde.
En 1868, tras la Revolución de septiembre, el paseo fue renombrado como Paseo de los Mártires de la Libertad para conmemorar a los veinticuatro fusilados en 1844 durante la represión de una insurrección progresista, entre ellos el coronel Pantaleón Boné. Este cambio de nombre refleja la importancia del lugar como un espacio de memoria y reconocimiento histórico.

### Transformación en elsigloXX
La Explanada adquirió su forma y estilo actuales durante la década de 1950, cuando bajo la alcaldía de Agatángelo Soler se decidió pavimentar el paseo con un mosaico de mármol distintivo. Este pavimento, compuesto por aproximadamente 7,5 millones de teselas en colores rojo Alicante, crema marfil y negro Marquina, emula el movimiento de las olas del Mediterráneo. La inspiración para este diseño provino de un viaje a Lisboa realizado por el alcalde Soler y el arquitecto Francisco Muñoz, donde observaron el pavimento de la Plaza del Rossio, un mosaico similar que representaba las olas del Atlántico.
Aunque en algunas ocasiones se ha sugerido que el diseño de la Explanada fue influenciado por el paseo de Copacabana en Brasil, este último fue construido más de una década después, lo que descarta la posibilidad de que fuera la fuente de inspiración directa.

### Restauración
A lo largo de su historia, la Explanada ha sufrido varias renovaciones, siendo la más significativa la realizada en 2009, coincidiendo con su 50 aniversario. Durante esta restauración, se reemplazaron las teselas dañadas, respetando el diseño original con los mismos mármoles tricolores que se utilizaron en su construcción inicial.